# Аутопут А3
Државни пут првог А реда А3 је државни пут првог А реда у северној Србији. Пут у највећем делу на подручју Војводине, а сасвим малим на подручју Града Београда. Пут се пружа кроз Срем. Државни пут првог А реда А3 је део међународног ауто-пута Београд-Загреб.
Постојећи пут А3 је целом дужином ауто-пут са две саобраћајне и једном зауставном траком у сваком смеру.

## Траса пута
|  | Деоница   |                                                    | Дужина | Коментар                                 |
|  | --------- | -------------------------------------------------- | ------ | ---------------------------------------- |
|  | 2000/2001 | Батровци (државна граница са Хрватском) - Адашевци | 8,6    | Укрштање са М18.1 код Адашеваца          |
|  | 2002/2003 | Адашевци - Кузмин                                  | 13,5   | Укрштање са М18.1 код Кузмина            |
|  | 2004/2005 | Кузмин - Сремска Митровица 1                       | 21,3   | Укрштање са Р103.2 код Сремске Митровице |
|  | 2006/2007 | Сремска Митровица 1 - Рума                         | 13,7   | Укрштање са М18 код Руме                 |
|  | 2008/2009 | Рума - Пећинци 1                                   | 13,0   | Укрштање са Р103 код Пећинаца            |
|  | 2010/2011 | Пећинци 1 - Шимановци                              | 14,0   | Укрштање са Р103.4 код Шимановаца        |
|  | 2012/2013 | Шимановци - граница Војводине и Средишње Србије    | 3,2    | Укупна дужина кроз Војводину - 87,3 km   |
|  | 0001/1179 | граница Војводине и Средишње Србије - Добановци    | 4,6    | Укрштање са Р267 код Добановаца          |

## Будућност
Постојећи пут А3 је целом дужином ауто-пут.
По важећем просторном плану републике Србије није предвиђена реконструкција овог пута.